# 8109 Danielwilliam
8109 Danielwilliam este un asteroid din centura principală de asteroizi.

## Descriere
8109 Danielwilliam este un asteroid din centura principală de asteroizi. A fost descoperit pe 25 februarie 1995 la Catalina Station de Carl W. Hergenrother. Asteroidul prezintă o orbită caracterizată de o semiaxă mare de 2,32 ua, o excentricitate de 0,19 și o înclinație de 24,7° în raport cu ecliptica.